# Duboisvalia
Duboisvalia es un género de lepidópteros de la familia  Castniidae. Fue descrito por Oiticica en 1955.

## Especies
- Duboisvalia cononia (Westwood, 1877)
- Duboisvalia ecuadoria (Westwood, 1877)
- Duboisvalia simulans (Boisduval, [1875])